# محبوب بن قسطنطين
محبوب بن قسطنطين ويلقب أيضا أغابيوس ((باليونانية: Αγάπιος)‏ بمعنى المحبوب) المنبجي (أو الهيرابوليسي الاسم القديم لمنبج)، كان مؤرخًا مسيحيًا ملكانيا وأسقفا لمدينة منبج (توفي بعد 942). كتب تاريخًا شاملا بالعربية، وهو كتاب "العنوان". كان معاصرًا لابن البطريق.

## مؤلفاته
يبدأ تاريخه من خلق العالم وحتى زمنه. الجزء المتعلق بالفترة العربية موجود فقط في مخطوطة واحدة وتنتهي في السنة الثانية لخلافة المهدي (160 هـ = 776-77 م) وخلال زمن الإمبراطور ليو الرابع (775-780) .
بالنسبة لتاريخ المسيحية المبكر، اعتمد أغابيوس دون تدقيق على مصادر منحولة ومرسلة. في التاريخ العلماني والكنسي، اعتمد على المصادر السريانية، ولا سيما تاريخ المؤرخ الماروني ثيوفيلوس الرهاوي المتوفى في 785 في نهاية العصر الأموي وبداية العصر العباسي. استخدم فقرات صغيرة من كتاب "تاريخ الكنيسة" ليوسابيوس. وأكملها من مصادر أخرى. واستخدم جزء غير معروف من كتاب بابياس الهيرابوليسي [الإنجليزية]. وقائمة بالمطرانيات الشرقية. استخدم تاريخ برديسان المفقود، لكن لا تزال العديد من مصادره مجهولة.
نُشر التاريخ مع ترجمة فرنسية في سلسلة Patrologia Orientalis ومع ترجمة لاتينية في سلسلة Corpus Scriptorum Christianorum Orientalium .
يحتوي تاريخه على نسخة من يوسيفوس عن يسوع تفتقر للعديد من العناصر المسيحية الأكثر وضوحًا للنص في مخطوطات يوسفيوس الباقية.

## طبعات
- Alexander Vassiliev (ed.), Kitab al-'Unvan (Universal History), Patrologia Orientalis, No. 5 (1910), 7 (1911), 8 (1912), 11 (1915).
- Robert G. Hoyland (ed.), Theophilus of Edessa's Chronicle and the Circulation of Historical Knowledge in Late Antiquity and Early Islam. Liverpool University Press, Liverpool 2011 (Translated Texts for Historians).
- Louis Cheikho (ed.), Agapius episcopus Mabbugensis. Historia universalis, CSCO 65, 1912.
- Robert G. Hoyland: Seeing Islam as Others Saw It. A Survey and Evaluation of Christian, Jewish and Zoroastrian Writings on Early Islam. Darwin Press, Princeton 1997, S. 440–442.
- Lucien Malouf: Agapios of Hierapolis. In: New Catholic Encyclopedia. 2. Auflage. Band 1, Detroit 2003, S. 173.

## روابط خارجية
- Kitāb al-ʿunwān, Arabic original and French translation by Alexandre Vasiliev, published in Patrologia Orientalis 1907–1915:
  - Part 1(1) (P.O. vol. 5 no. IV)
  - Part 1(2) (P.O. vol. 11 no. I)
  - Part 2(1) (P.O. vol. 7 no. IV)
  - Part 2(2) (P.O. vol. 8 no. III)
- Agapius of Hierapolis: Universal History English translation of Vasiliev's French version, at tertullian.org